# Automolis burungae
Automolis burungae är en fjärilsart som beskrevs av Debauche 1942. Automolis burungae ingår i släktet Automolis och familjen björnspinnare. Inga underarter finns listade i Catalogue of Life.